# Flybe
Flybe Group PLC [ˈflaɪˌbiː] war eine britische Fluggesellschaft mit Sitz in Birmingham. Am 4. März 2020 wurde der Flugbetrieb eingestellt und die Firma meldete Insolvenz an. Am 11. April 2022 nahm die Fluggesellschaft ab Birmingham den Flugbetrieb wieder auf. Am 28. Januar 2023 stellte sie den Flugbetrieb erneut ein.

## Geschichte

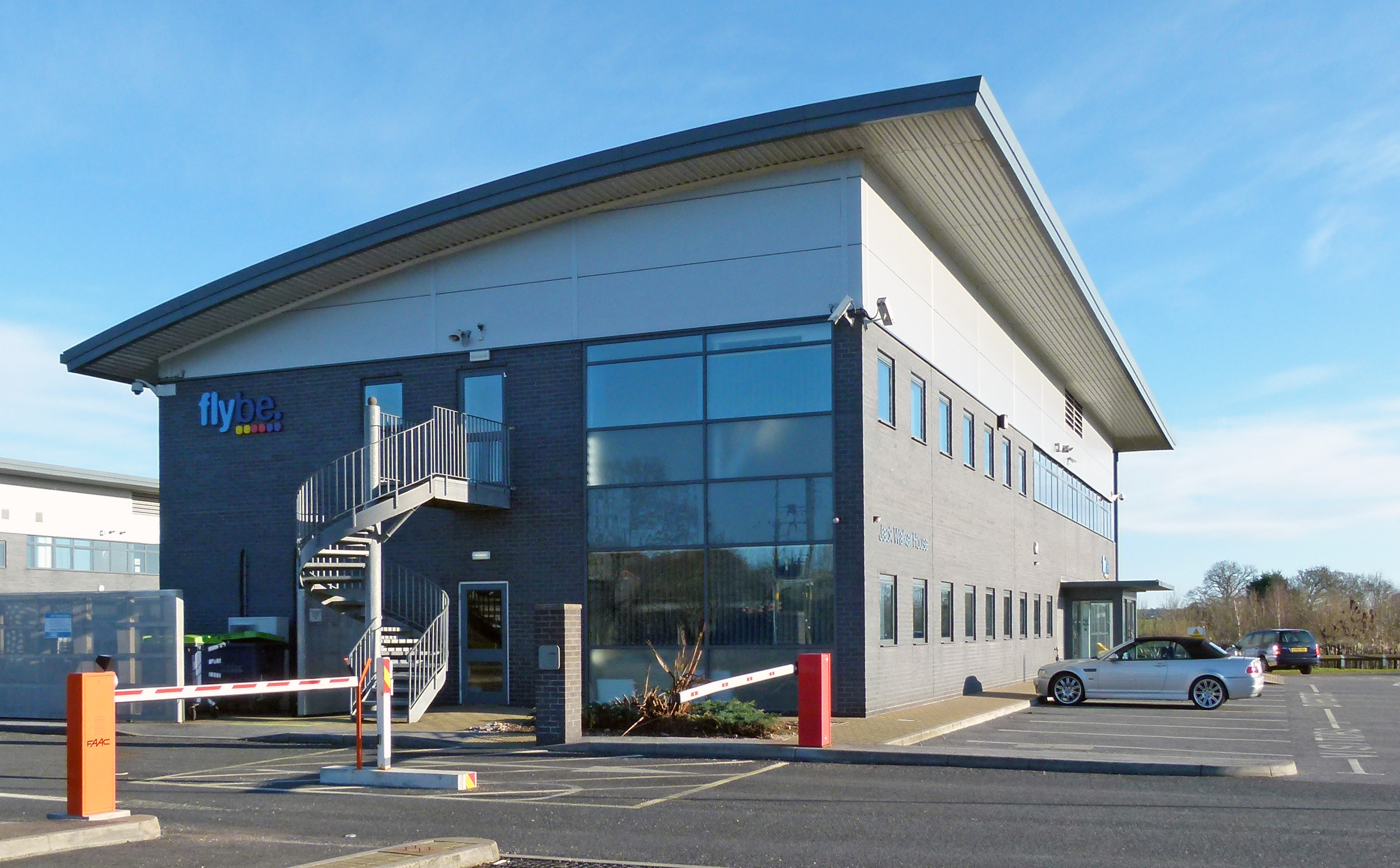
Jack Walker House, der Sitz von Flybe am Flughafen Exeter

Die Fluggesellschaft wurde am 1. November 1979 unter dem Namen Jersey European Airways gegründet. Im Jahr 1983 wurde sie von der Walter Steel Group übernommen, die auch die Fluggesellschaft Spacegrand Aviation betrieb. Die beiden Fluggesellschaften wurden anfänglich separat betrieben und gingen 1985 in die Jersey European Airways über.
Im Jahre 2000 wurde die Fluggesellschaft in British European Airways und am 18. Juli 2002 in Flybe umbenannt, wobei das be für British European stand. Als Rufzeichen für Maschinen der Fluggesellschaft wurde im internationalen Flugfunk weiterhin JERSEY verwendet.
Im November 2006 teilte das Unternehmen mit, dass es die Regionalfluglinie BA Connect von British Airways übernehmen werde. Diese Übernahme war am 5. März 2007 vollendet. Gleichzeitig übernahm British Airways einen Anteil von 15 % an Flybe. Weitere Anteile besaßen die Rosedale Aviation Holdings (69 %) und die eigenen Mitarbeiter (16 %). Durch die Übernahme von BA Connect wurde Flybe die größte europäische Regionalfluggesellschaft.
Flybe verkündete am 14. Januar 2008, dass ab dem 26. Oktober 2008 die schottische Regionalfluggesellschaft Loganair im Rahmen eines Franchise-Abkommens ihre 55 Flugstrecken in Schottland unter der Marke von Flybe vermarkten wird. Das erste Flugzeug (Luftfahrzeugkennzeichen: G-LGNK) wurde Anfang April 2008 umlackiert und auf dem Flughafen von Dundee stationiert.
Im März 2008 geriet Flybe in die Schlagzeilen, als die Fluggesellschaft für ihre Linienstrecke Norwich – Dublin unterhalb der ihrerseits dem Flughafen von Norwich vertraglich zugesicherten Fluggastzahlen blieb. Als kurz vor Fristablauf eine Vertragsstrafe in Höhe von 380.000 englischen Pfund (etwa 480.000 Euro) drohte, soll Flybe über ein Künstlervermittlungsportal im Internet nach bezahlten Statisten gesucht haben, die gegen Bezahlung in Norwich eine Maschine nach Dublin besteigen und von Dublin umgehend wieder zurück nach Norwich fliegen. Außerdem bot Flybe „zur Feier der erfolgreichen Strecke“ Freiflüge an und wies Flugbegleiter an, sich im Notfall als Passagiere zur Verfügung zu stellen. Die Vorgaben wurden kurzfristig erreicht; der Flughafen von Norwich erklärte nach Bekanntwerden der Vorwürfe, nur zahlende Passagiere anzuerkennen. Flybe bestritt, Schauspieler eingesetzt zu haben.
Im August 2010 wurde bekannt gegeben, dass Flybe im Rahmen einer Zusammenarbeit einige Regionalverbindungen der Finnair von und nach Helsinki übernimmt. Am 1. Juli 2011 wurde im Rahmen eines Joint Ventures mit Finnair auf Basis der Finncomm Airlines eine neue Tochtergesellschaft namens Flybe Nordic gegründet, an der Flybe mit 60 und Finnair mit 40 Prozent beteiligt war.
Im November 2013 kündigte Flybe an, sechs ihrer 14 britischen Basen zu schließen und das dort stationierte Personal zu entlassen. Insgesamt sollen zur Kostensenkung 500 Arbeitsplätze wegfallen. Wenig später wurde die Streichung von 24 Routen angekündigt, darunter Southampton–Hannover. Nach einem Verlust von über 40 Millionen Pfund im Geschäftsjahr 2012 konnte Flybe im Geschäftsjahr 2013 nach Restrukturierungsmaßnahmen einen Gewinn vor Steuern von 8,1 Millionen Pfund ausweisen.
Im Februar 2014 wurde bekannt, dass Flybe alle 14 ihrer Embraer 195 sukzessive bis zum Ende des Sommerflugplans ausmustern wird. Flybe war mit Auslieferung ab September 2006 Erstkunde dieses Typs. Im September 2014 wurde bekannt, dass Flybe eine Bestellung über 20 Embraer 175 storniert hat und stattdessen 24 De Havilland Canada DHC-8-400 gebraucht von Republic Airways leasen wird. Einen Monat später gab Flybe bekannt, dass sie ihre unrentable Beteiligung an Flybe Nordic für einen symbolischen Preis von einem Euro an Finnair verkauft, die damit alleinige Besitzerin der Flybe Nordic wird. Ende Oktober 2014 trat Flybe dem Programm Avios der International Airlines Group bei, nachdem das eigene Vielfliegerprogramm Rewards4all am 10. Oktober 2014 eingestellt worden ist.
Ende 2016 wurde bekannt, dass der seit 2008 mit Loganair bestehende Franchise-Vertrag zum 31. August 2017 enden werde. Ab dem dritten Quartal 2017 werde stattdessen die englische Regionalgesellschaft Eastern Airways Franchisenehmer von Flybe werden.
Im Juni 2017 wurde die 2016 begonnene Expansion in Kontinentaleuropa aufgrund von Verlusten in Höhe von 22,5 Millionen Pfund im abgelaufenen Geschäftsjahr durch eine IT-Investition, das schwache Pfund und das schwierige wirtschaftliche Umfeld gestoppt.
Man plante, sich auf britische Inlandsverbindungen und profitable Verbindungen mit Kontinentaleuropa zu konzentrieren.
Die im Februar 2017 eröffnete Basis am Flughafen Düsseldorf sollte nicht von den Sanierungsplänen betroffen sein.
Ein Konsortium um Connect Airways, dem Virgin Atlantic, die Stobart Group und Cyrus Capital angehören, wollte Flybe übernehmen. Eine Genehmigung der Europäischen Kommission lag vor. Virgin hatte jahrelang eine Zubringergesellschaft für seine Langstreckenmarke gesucht, die Marke Flybe sollte zu Gunsten von Virgin aufgegeben werden.
Die britische Regierung kündigte im Januar 2020 an, sich an einem Rettungspaket für Flybe zu beteiligen. Kurz darauf begann die Coronavirus-Epidemie in vielen Ländern Europas mit der Folge von häufigen Flugstornierungen. Flybe stellte am 4. März 2020 den Flugbetrieb ein und meldete Insolvenz an.
Der Aufkauf des Unternehmens durch Thyme Opco, eine mit dem amerikanischen Hedgefonds Cyrus Capital verbundene Firma, bewahrte die Fluggesellschaft zunächst vor der endgültigen Schließung. Sie firmierte zu Flybe Limited um und nahm im April 2022 den Flugbetrieb wieder auf. Am 28. Januar 2023 stellte Flybe den Flugbetrieb erneut ein.

## Flugziele
Flybe unterhielt von ihren Basen aus ein dichtes Netz an Verbindungen innerhalb Großbritanniens sowie zu Städte- und Urlaubszielen in West- und Südeuropa. Flugziele in Deutschland waren im März 2018:
- Berlin (aus Birmingham, Cardiff und Hévíz-Balaton)
- Düsseldorf (aus Birmingham, Cardiff, Guernsey / Jersey, Leeds/Bradford, London-City, Manchester und Southampton)
- Hamburg (aus Birmingham und Hévíz-Balaton)
- Hannover (aus Birmingham und Manchester sowie nach Mailand)
- Köln/Bonn (aus London-Southend)
- München (aus Cardiff und Southampton)
- Stuttgart (aus Birmingham)

Codesharing
Flybe unterhielt Codeshare-Abkommen mit Air France auf zahlreichen Routen zwischen Großbritannien und Frankreich, mit KLM Royal Dutch Airlines auf Flügen von und nach Amsterdam, mit British Airways auf einigen Inlandsrouten sowie mit Etihad Airways auf Zubringerflügen hauptsächlich von und nach Amsterdam und Birmingham. Weitere Codeshare-Partner waren Aer Lingus, Air India, Cathay Pacific, Emirates, Finnair, Singapore und Virgin Atlantic.

## Flotte

### Flotte bei der ersten Betriebseinstellung (2020)
Zum Zeitpunkt der Betriebseinstellung im März 2020 bestand die Flotte der Flybe aus 64 Flugzeugen mit einem Durchschnittsalter von 11,8 Jahren:
| Flugzeugtyp            | Anzahl | Anmerkungen | Sitzplätze |
| ---------------------- | ------ | ----------- | ---------- |
| De Havilland DHC-8-400 | 64     | inaktiv     | 78         |
| Gesamt                 | 64     |             |            |

### Flotte bei endgültiger Betriebseinstellung

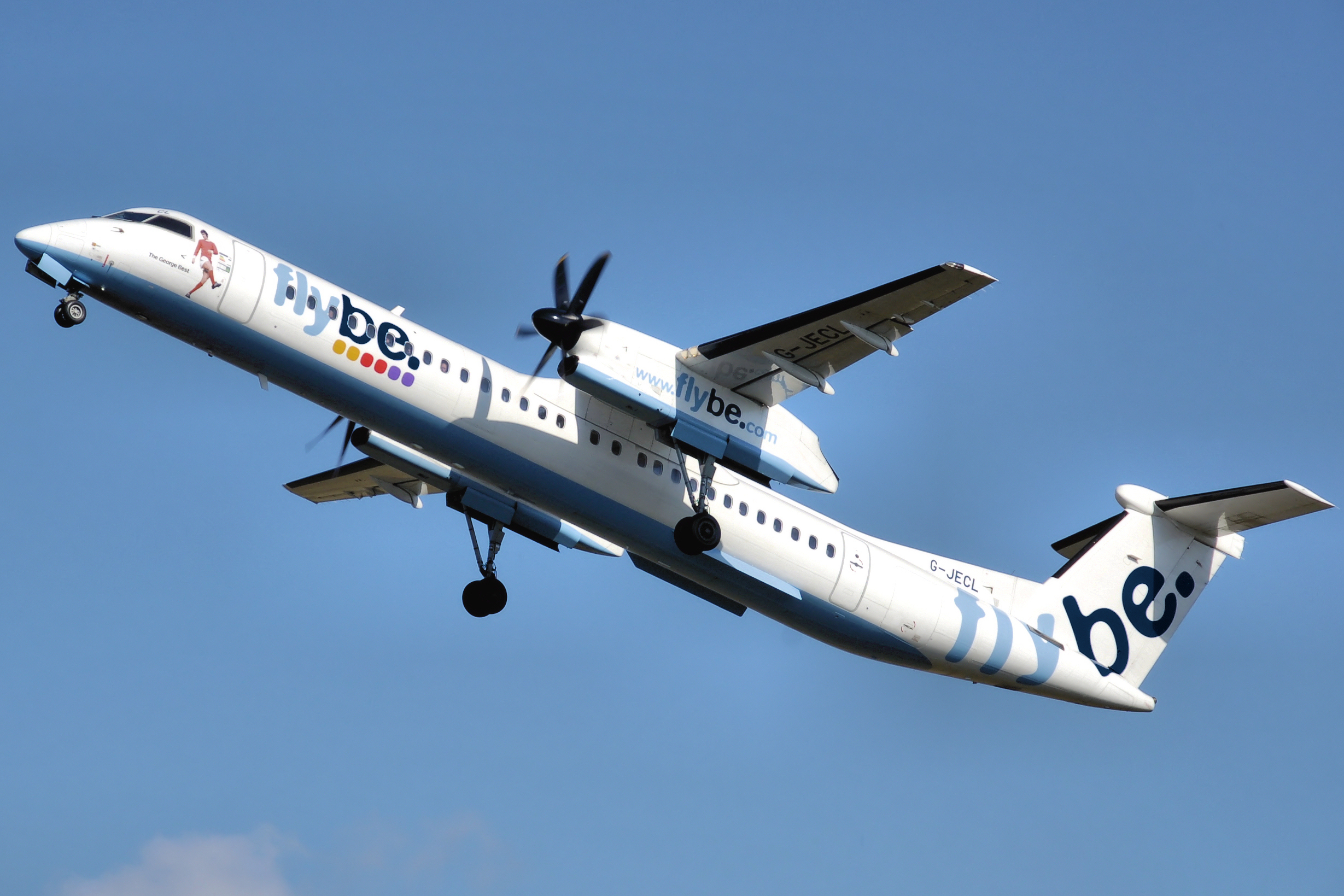
De Havilland DHC-8-400 der Flybe in älterer Bemalung

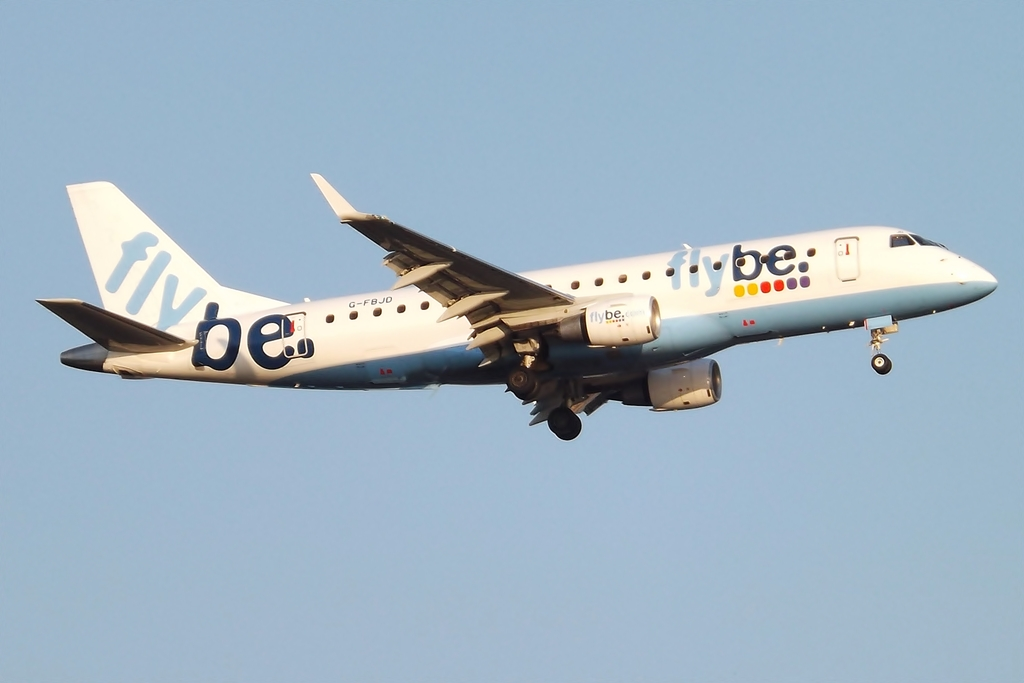
Eine Embraer 175 der Flybe ebenfalls in älterer Bemalung

Die Flotte von Flybe bestand im Januar 2023 aus neun Flugzeugen mit einem durchschnittlichen Alter von 13,6 Jahren.
| Flugzeugtyp            | Anzahl | Anmerkungen  | Sitzplätze |
| ---------------------- | ------ | ------------ | ---------- |
| De Havilland DHC-8-400 | 9      | eine inaktiv | 78         |
| Gesamt                 | 9      |              |            |

### Zuvor eingesetzte Flugzeuge
In den Jahren vor der ersten Betriebseinstellung setzte Flybe auch die nachstehenden Flugzeuge ein:
- ATR 42-500
- ATR 72-500
- BAC 1-11
- BAe 146-100/200/300
- Boeing 737-300
- Bombardier CRJ 200
- De Havilland DHC-8-200/300
- Dornier 328
- Embraer EMB 110
- Embraer 145
- Embraer 195
- Fokker F-27
- Hawker Siddeley HS 748
- Saab 340
- Saab 2000
- Short 360